# Завадське (пам'ятка природи)
Зава́дське (Зава́дська, Зава́дська гора) — комплексна пам'ятка природи місцевого значення в Україні. Розташована в межах Полонського району Хмельницької області, в смт Понінка. 
Площа 4,6 га. Статус надано 2001 року. Перебуває у віданні ДП «Шепетівський лісгосп» (Понінківське л-во, кв. 16, вид. 5, 6, 15, 30). 
Статус надано з метою збереження частини мальовничого лісового масиву на правому березі річці Хомори (притока Случі). 